# 2019년 강원도 산불
2019년 강원도 산불은 2019년 4월 4일 대한민국 강원도 인제군을 시작으로 고성군과 속초시, 강릉시와 동해시 지역에 잇따라 발생한 초대형 산불이다.

## 인제
인제에서도 산불이 발생하여 큰 피해가 발생했다.2019년 4월4일에 14시 45분에 발생하여 2019년 4월 6일아침에 완전히 제압했다.다행히 사망자나 부상자는 없었다.

## 고성-속초
2019년 4월 4일 대한민국 강원도 고성군 토성면의 도로변 전선에서 불꽃이 일어나, 고성군에서 속초시 지역까지 산불이 발생하였다.

### 경과

#### 4월 4일
최초 발화 : 2019년 4월 4일 오후 7시 17분경, 고성군 토성면 원암리 일성콘도 인근 주유소 앞 도로변 전신주 개폐에서 발화가 시작되어 산불이 발생하였다.
확산 원인 : 식목일을 전후한 이 시기는 백두대간의 동쪽 지역은 지형적 특성으로 양강지풍(양양과 강릉 사이에 부는 국지성 강풍)으로 불리는 국지성 강풍이 매년 반복된다. 또한 이 바람을 고성지역에서는 ‘양간지풍(양양과 간성 사이를 이르는 말)’이라 부르기도 한다. 4월 3일 저녁부터 강풍주의보가 내려진 상태에서 4월 4일엔 초속 30m에 이르는 중형 태풍급의 강풍이 불었다. 이 바람이 산불의 초기진화를 불가능하게 만들었고, 동시에 방대한 지역으로 확산시켰다.
대한민국 소방당국은 소방대원 78명을 투입해 초기 진화했으나 강풍 탓에 초기진화에 실패하였다. 오후 9시 30분경 산불은 북동향의 강풍으로 인해 고성군 읍(군)내로 확산되었다. 소방청은 오후 8시 31분을 기해 전국에 소방차 지원을 요청했으며, 오후 9시 44분에는 화재 대응 수준을 전국적 재난 수준인 3단계로 격상시켰다. 고성군 및 속초시는 원암리·성천리·신평리 일대 주민들에게 대피령을 내렸다. 고성군 토성면 용촌리 76번 버스에서는 30명이 고립되고, 용촌리 논두렁에는 3명이 고립돼 인근 리조트로 대피한 것으로 알려졌다. 강원교육청은 속초지역 내 25개 학교에 5일간 휴업령을 내렸다. 고성군 및 속초시에 간혈적인 정전이 일어났으며, 기지국이 불타 통신에 장애가 발생하였다.
문재인 대통령은 오후 11시 15분 경 조기 산불 진화를 위하여 가용 자원을 모두 동원하여 정부는 총력 대응할 것과 진화 과정에서 안전사고가 발생하지 않도록 각별히 유의할 것을 당부했다. 문재인은 산불 발생 5시간 후인 다음 날 오전 12시 20분 경에 국가위기관리센터를 방문하였다.

#### 4월 5일
중앙재난안전대책본부가 4월 5일 0시를 기하여 가동되었다.

### 피해 규모
이 산불로 인해 2명이 숨지고 11명이 부상하는 피해를 입었다. 또한 인근에 거주한 4000여명이 대피를 하였으며, 1757ha에 달하는 산림과 주택과 시설물 총 916곳이 전소되는 피해를 입었다. 최종적으로는 5.3 제곱킬로미터의 피해 규모로, 2011년 당시의 도호쿠 지방 태평양 해역 지진 피해 규모와는 작은 편이지만 일본 히로시마현 후추정의 절반 면적이자 여의도의 65% 정도의 면적을 가진 곳이 잿더미로 변하였던 것으로 보인다. 이 때문에 영동극동방송과 관련된 시설이 소실되면서 조양교회로 임시 이전 조치하게 되었다.

## 주요 반응
자유한국당 김문수 의원이 "촛불정부인 줄 알았더니 산불정부"라는 반응을 보였다.
자유한국당 민경욱 대변인이 자신의 SNS에 "오늘만 인제, 포항, 아산, 파주, 네곳에서 산불. 이틀 전에는 해운대에 큰 산불. 왜 이리 불이 많이 나나?"라며 비판적인 글을 올렸다. 하지만 양간지풍, 지속된 건조한 날씨로 불이 날 수밖에 없었다.

## 매체
텔레비전은 KBS 1TV와 MBC, SBS, JTBC, 연합뉴스 TV, YTN 등의 산불 발생과 동시에 방송 중의 정규 프로그램을 일제히 중단하였다가 한국 수어 통역을 진행하지 않았다. 아울러 KBS 2TV와 채널A, TV조선, MBN은 산불 관련의 긴급 특별 방송을 하지 않고, 평소대로의 프로그램을 방송했다.
라디오는 KBS 제1라디오와 YTN 라디오의 산불 발생과 동시에 방송하였다.
TV조선의 《탐사보도 세븐》에서 <공포의 밤, 최악의 산불>편에 특별 방송하였다.
그리고 EBS 1TV의 《세상에 나쁜 개는 없다》에서 <산불 그 후, 남겨진 개 이야기> 편에도 강아지의 산불 대비법을 설채현 전문가와 직접 이야기를 나눈 형태로 방송되었다.

## 같이 보기
- 문재인 정부
- 제천 스포츠센터 화재
- 구레시 산불 - 1971년 일본 히로시마현에 일어난 산불, 당시 사망자는 18명
- 2019년 아마존 우림 산불
- 후쿠에 대화재
- 2019년 영국 산불
- 2019년 부산 산불
- 2020년 춘천 산불
- 2019년 대전 산불
- 2020년 인천 산불
- 2020년 고성 산불
- 2021년 안동 산불
- 2021년 영주 산불
- 2021년 예천 산불
- 2021년 하동 산불
- 2022년 울진-삼척 산불